# Kohl Island
Kohl Island ist eine kleine Insel der Near Islands, einer Inselgruppe im äußersten Westen der Aleuten, Alaska. Kohl Island liegt auf der Südseite von Agattu Island.